# اچ‌ام‌اس لاین (۱۷۷۷)
اچ‌ام‌اس لاین (۱۷۷۷) (به انگلیسی: HMS Lion (1777)) یک کشتی بود که طول آن ۱۵۹ فوت (۴۸ متر) بود. این کشتی در سال ۱۷۷۷ ساخته شد.